# Stenhypena costalis
Stenhypena costalis là một loài bướm đêm trong họ Erebidae.